# ヴィック・ロー
ヴィクター・ラマー・ロー・ジュニア (Victor Lamar Law Jr., 1995年12月19日 - ) は、アメリカ合衆国・イリノイ州シカゴ出身のバスケットボール選手。ポジションはスモールフォワード。

## 高校での経歴
ローはイリノイ州シカゴで生まれ、セント・リタ・オブ・カーシア高校に入学する。高校2年生の時に Catholic League All-Conference team に選出される。3年生時には平均14.5ポイント、9.5リバウンドを記録し、All-State third team に選出された。最上級生時にESPNの全国トップ100プレーヤーで66位、Scout.comでは70位、247Sports.comで89位、Rivals.comでは86位を記録した。いくつかの NCAA Division I カレッジが彼に興味を示し、ブラッドリー大学、クレイトン大学、コロラド大学ボルダー校、ハーバード大学、プロヴィデンス大学、ノースウェスタン大学が奨学生としての入学を申し入れた。彼は2013年7月4日にノースウェスタン大学への進学を決め、11月13日に契約書にサインした。

### リクルート
| 氏名 | 出身                                                           | 高校 / 大学                    | 身長               | 体重           | コミット日   |
| --- | -------------------------------------------------------------- | ------------------------------ | ------------------ | -------------- | ------------ |
| Vic Law SF | South Holland, IL                                              | St. Rita of Cascia High School | 6 ft 6 in (1.98 m) | 185 lb (84 kg) | 2013年7月4日 |
| Vic Law SF | リクルート スターレーティング: Scout: Rivals: 247Sports: ESPN: |                                |                    |                |              |
| 全リクルート順位: Scout: 70 Rivals: 86 ESPN: 66 |                                                                |                                |                    |                |              |
| - 注意: 多くの場合、Scout、Rivals、247Sports、ESPNの間で身長、体重が一致しない可能性がある。 - これらの場合、平均をとっている。ESPNグレードは100ポイントスケールに基づいている。 出典: - “2014 Team Ranking”. Rivals.com. 2014年6月9日閲覧。 |                                                                |                                |                    |                |              |

## 大学での経歴

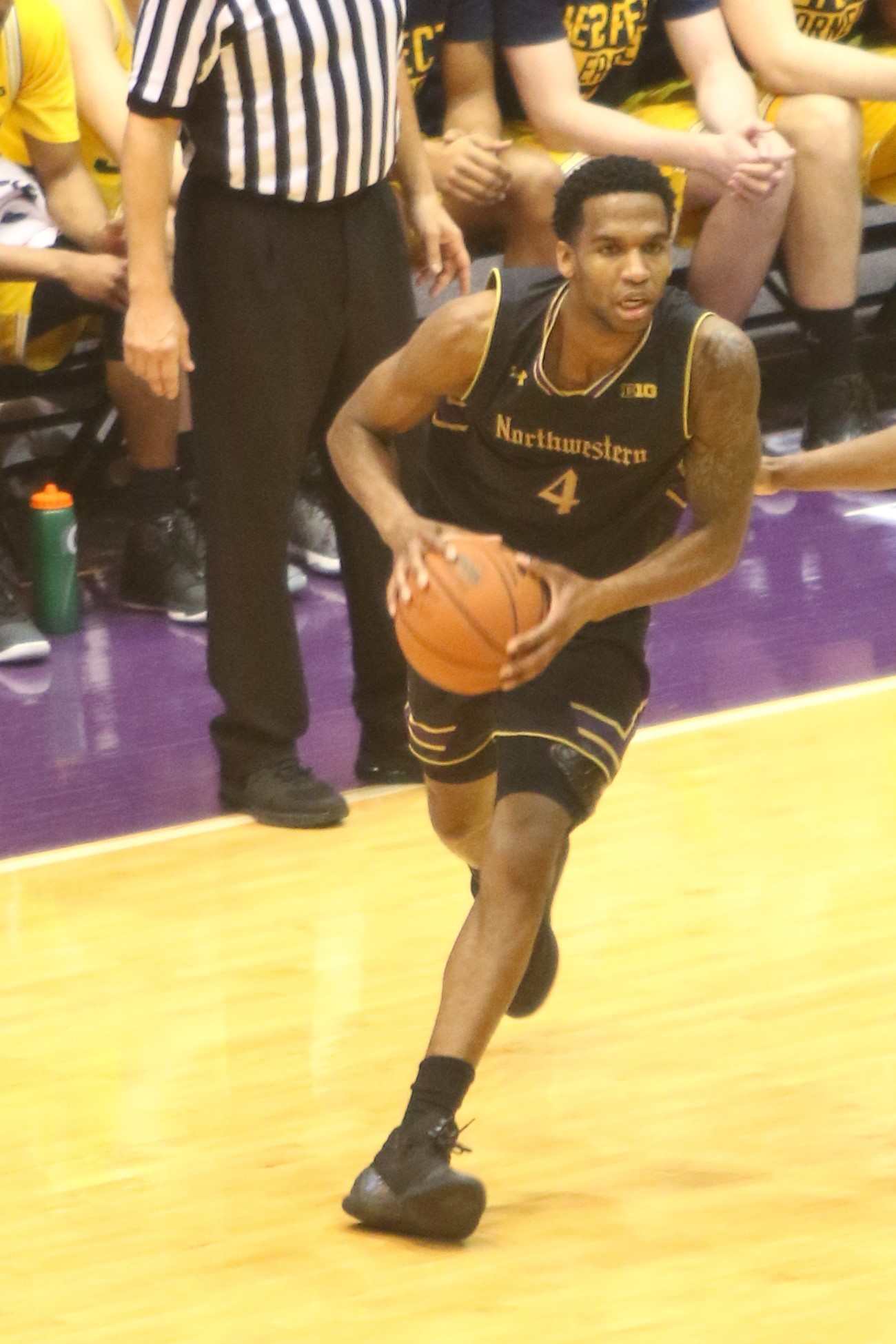
ノースウェスタン大学在籍時、2017年。

高校卒業後の2014年にノースウェスタン・ワイルドキャッツに加入し、新人として好成績を残した。19試合に先発出場し平均7.0ポイント、4.8リバウンドを記録した。ローは3ポイントシュートの確率が44.2%であり、これはビッグ・テン・カンファレンスで第5位の記録であった。彼は2015年の夏に関節唇を断裂し、肩を手術したため2015-16シーズンを欠場した。
赤シャツ（アメリカの大学スポーツで怪我のために前シーズン出場しなかった選手のこと）の2年生として彼は1試合平均12.3ポイント、5.8リバウンド、1.8アシストを記録した。ローは2017年には Big Ten All-Defensive Team  のセレクションに入った。彼はノースウェスタン大学史上初のNCAAトーナメント出場に貢献した。3年次に彼は平均12.0ポイント、5.8リバウンドを記録した。2018年3月に彼は肺活量の不足に対処するために、異例となる横隔膜の手術を受けた。4年次には30試合に先発出場し平均15.0ポイント、6.4リバウンド、3.0アシスト、1.03ブロックを記録した。彼は2年連続でAcademic All-Big Ten に選出された。ノースウェスタンでの4年間で彼は125試合に出場、平均11.5ポイント、5.7リバウンド、2.0アシストを記録した。

## プロ経歴

### レイクランド・マジック (2019-2020)
2019年のNBAドラフトでは指名されず、ローはサマーリーグでオーランド・マジックでプレーした後、トレーニングキャンプとプレシーズンに参加した。彼はオーランドによって傘下のNBAゲータレード・リーグ所属のレイクランド・マジックに割り当てられた。

### オーランド・マジック (2020)
2020年1月11日、ローはオーランドとツーウェイ契約を結ぶ。契約条件に基づき、彼はオーランドとレイクランドそれぞれで活動した。彼は All-NBA G League Third Team に選出された。レイクランドでの2019-20シーズンで33試合に出場し、平均19.7ポイント、8.1リバウンド、2.7アシストを記録した。彼はまた、NBAのレギュラーシーズンでオーランドから8試合に出場し、プレーオフでは1試合に出場した。

### ブリスベン・ブレッツ (2020-2021)
2020年12月4日、彼はオーストラリアのブリスベン・ブレッツと2020-21シーズンの契約を結んだ。2021年4月8日に足首の腱断裂のため手術が必要となり、残りシーズンの欠場が決定した。
2021年のNBAのレギュラーシーズンサマーリーグで彼はロサンゼルス・レイカーズでプレーした。

### パース・ワイルドキャッツ (2021-2022)
2021年8月27日、彼はパース・ワイルドキャッツと2021-22シーズンの契約を結んだ。ワイルドキャッツでのデビュー戦は2021年12月3日で、彼は37ポイントを記録、チームはアデレード・サーティシクサーズに85-73で勝利した。37得点はワイルドキャッツでデビューした新人選手が挙げた得点としては最高記録である。2022年3月10日、彼は20得点とキャリアハイの18リバウンドを記録、チームはメルボルン・ユナイテッドに97-87で勝利した。4日後のニュージーランド・ブレイカーズ戦では39得点を記録し、104-102でチームの勝利に貢献した。これは2021-22シーズンの最高記録であった。4月21日、右足首の結合部損傷により残りシーズンの欠場が決定した。このシーズン中、彼は All-NBL First Team に選出された。

### 千葉ジェッツふなばし (2022-2023)
2022年のNBAサマーリーグで彼はユタ・ジャズでプレーした。その後彼は千葉ジェッツふなばしに加入した。千葉ではチャンピオンシップ出場に貢献したが、1年で退団することとなった。

### 琉球ゴールデンキングス (2023-)
2023年6月12日、琉球ゴールデンキングスに加入する。

## 個人成績

### NBA
| シーズン | チーム  | GP | GS | MPG | FG%  | 3P%  | FT%  | RPG | APG | SPG | BPG | PPG |
| -------- | ------- | -- | -- | --- | ---- | ---- | ---- | --- | --- | --- | --- | --- |
| 2019–20  | Orlando | 8  | 0  | 7.8 | .333 | .143 | .333 | 1.4 | .4  | .3  | .0  | 1.9 |
| Career   | Career  | 8  | 0  | 7.8 | .333 | .143 | .333 | 1.4 | .4  | .3  | .0  | 1.9 |

## 参照
1. ↑  “#23 Vic Law”. washingtonpost.com. 2020年1月13日閲覧。
2. ↑  “Victor Law”. ESPN.com. 2020年1月13日閲覧。
3. ↑  “Vic Law”. 247Sports.com. 2020年1月13日閲覧。
4. ↑  Osipoff, Michael (2018年10月30日). “All about St. Rita: Northwestern's Vic Law, Michigan's Charles Matthews maintain connection”. Chicago Tribune. 2020年1月12日閲覧。
5. ↑  Chavez, Christopher (2015年11月11日). “Northwestern's Vic Law (torn labrum) to undergo surgery, out for season”.  Sports Illustrated. 2020年1月12日閲覧。
6. 1 2  Greenstein, Teddy (2018年10月12日). “Northwestern hoping unusual surgery gives Vic Law a 2nd wind in his 5th season”. Chicago Tribune 2020年1月12日閲覧。
7. ↑  Duber, Vinnie (2017年3月17日). “Can Vic Law be the biggest difference-maker and help Northwestern get to the Sweet Sixteen?”. NBC Sports 2020年1月12日閲覧。
8. ↑  “Northwestern”. Madison.com. (2018年11月6日) 2020年1月12日閲覧。
9. 1 2  “Magic Sign Magette to 10-Day Contract”.   NBA.com (2020年1月11日). 2020年1月12日閲覧。
10. 1 2 3 4  “Vic Law”. realgm.com. 2021年8月27日閲覧。
11. ↑  “Johnson, Magette and Law Named to All-NBA G League Teams”. Our Sports Central (2020年6月26日). 2020年6月28日閲覧。
12. ↑  “Bullets Sign NBA Talent Vic Law”. NBL.com.au (2020年12月4日). 2020年12月4日閲覧。
13. ↑  “Vic Law Ruled Out of NBL21 with Injury”. NBL.com.au (2021年4月8日). 2021年4月8日閲覧。
14. ↑  “Wildcats sign Vic Law for NBL 22”. NBL.com.au (2021年8月27日). 2021年8月27日閲覧。
15. ↑  “Law Delivers Wildcats Opening Night Win”. NBL.com.au (2021年12月3日). 2021年12月3日閲覧。
16. ↑  Lavalette, Tristan (2021年12月3日). “Law stars as Wildcats shine in new era”. perthnow.com.au. 2021年12月3日閲覧。
17. ↑  “Vic Law's 37-points is the highest score ever by a player in their Perth Wildcats debut...”. twitter.com/nblfacts (2021年12月3日). 2021年12月3日閲覧。
18. ↑  “Wildcats defeat league-leaders in Melbourne”. Wildcats.com.au (2022年3月10日). 2022年3月10日閲覧。
19. ↑  “Wildcats Heat Up Top Spot Battle with Win Over United”. NBL.com.au (2022年3月10日). 2022年3月10日閲覧。
20. ↑  “Cotton the Hero in Remarkable Perth OT Win Over NZ”. NBL.com.au (2022年3月14日). 2022年3月14日閲覧。
21. ↑  “Cotton beats Breakers at the buzzer in OT”. Wildcats.com.au (2022年3月14日). 2022年3月14日閲覧。
22. 1 2  “Season over for Vic Law”. Wildcats.com.au (2022年4月21日). 2022年4月21日閲覧。
23. ↑  “Cotton, Law named in All-NBL First Team”. Wildcats.com.au (2022年4月27日). 2022年4月27日閲覧。
24. ↑  “Utah Jazz 2022 NBA2K23 Summer League Roster”. NBA.com. 2022年7月5日閲覧。
25. ↑  “#4 ヴィック・ロー選手　2022-23シーズン選手契約基本合意（新規）のお知らせ”. 千葉ジェッツふなばし (2022年7月21日). 2023年1月29日閲覧。
26. ↑  “2022-23シーズン選手契約満了ならびに移籍先決定のお知らせ（#4 ヴィック・ロー選手）”. 千葉ジェッツふなばし (2023年6月12日). 2023年6月12日閲覧。
27. ↑  “#4 ヴィック・ロー選手 契約(新規)のご報告”. 琉球ゴールデンキングス (2023年6月12日). 2023年6月12日閲覧。